# Замок Далкі
Замок Далкі (англ. Dalkey Castle) — один із замків Ірландії, розташований в графстві Дублін. Це був один із семи укріплених заміських будинків на околиці Дубліна в передмісті Далкі. Замки в основному використовувались для зберігання товарів в ту епоху, коли передмістя Далкі були приміським портом Дубліна. Замок має бійниці для мушкетів та гармат, зубці і місце для вартових біля зубців, склепінчасті стелі, ніші на стінах де зберігалися товари. Нині там є культурні центри «Герітайдж» та «Далкі Таун Холл».
У 1300—1600 роках англо-норманські кораблі не мали простого доступу в Дублін, бо річка Ліффі несла мул і мала численні мілини. Далкі стало зручним портом. Кораблі причалювали сюди і вивантажували свої товари в замки Далкі. Потім товари човнами везли в Дублін, в Рінгсед. Замок Далкі — єдиний замок який добре зберігся і відреставрований на сьогодні. Колись замок Далкі називався «замком Козла», коли господарем замку була родина Чіверс — господарі замку Монкстаун.
У ХІХ столітті в замку були житлові приміщення і конференц-зал для комісарів Долкі-тауна. У 1998 році в замку був муніципальний зал засідань, у 1998 році в замку були створені культурні центри «Далкі Кастл» та «Герітадж Кастл». Там відтворюють живу історію Ірландії.